# Aruana silvicola
Espèce
Aruana silvicola est une espèce d'araignées aranéomorphes de la famille des Salticidae.

## Distribution
Cette espèce est endémique des îles Aru dans les Moluques en Indonésie.

## Description
Le mâle holotype mesure 6,5 mm.

## Publication originale
- Strand, 1911 : Araneae von den Aru- und Kei-Inseln. Abhandlungen der senckenbergischen naturforschenden Gesellschaft, vol. 34, p. 127-199 (texte intégral).